# Gość Wiadomości
Gość Wiadomości – polski program publicystyczny nadawany od 16 listopada 2016 do 19 grudnia 2023 na antenie TVP Info i w Internecie w serwisie vod.tvp.pl, stanowiący uzupełnienie głównego wydania Wiadomości.

## Charakterystyka programu

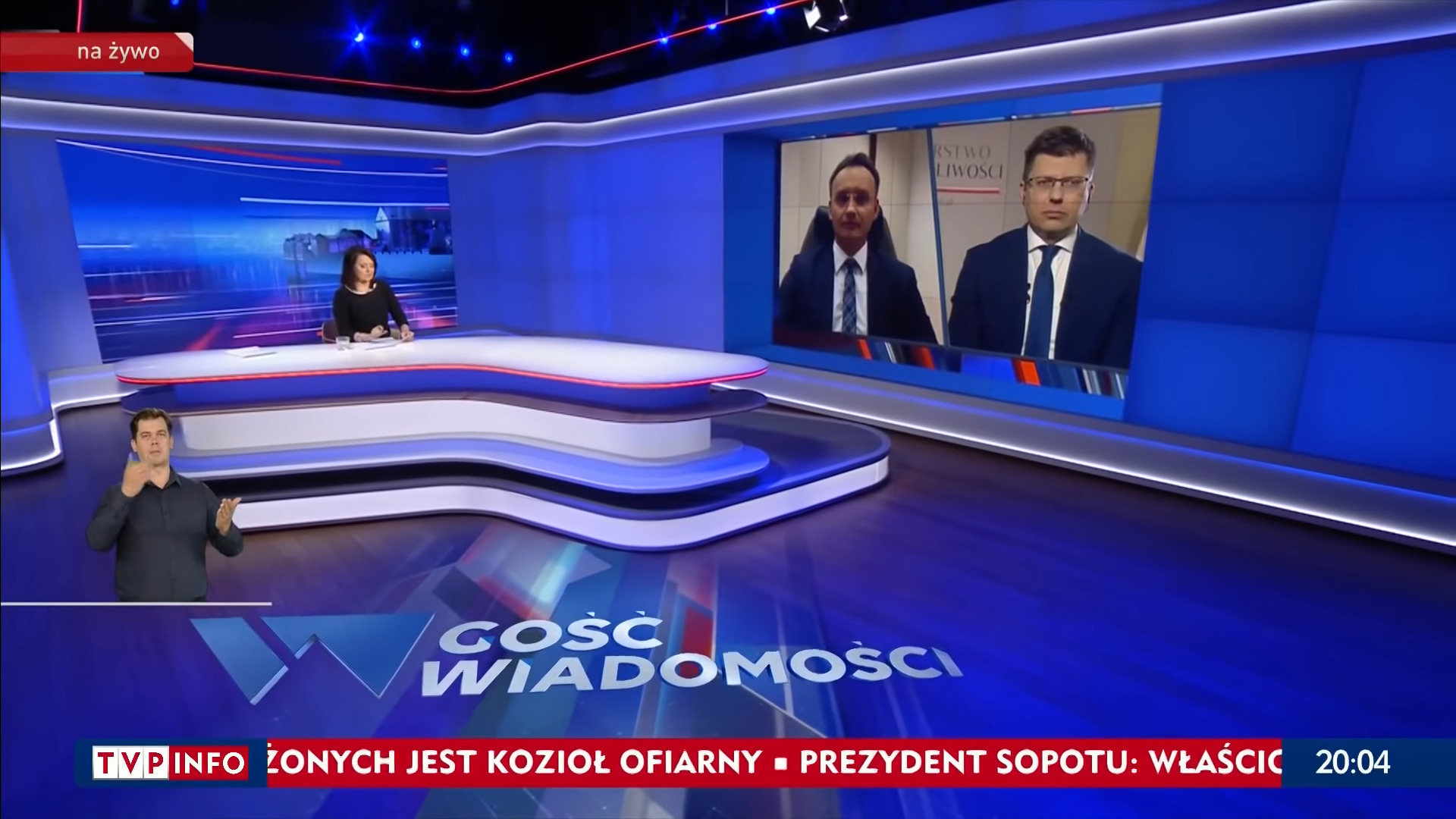
Klatka z jednego z wydań programu (z 21 maja 2020 roku)

Program był kontynuacją głównego wydania Wiadomości w formie rozmowy z zaproszonym gościem lub gośćmi o najważniejszym temacie dnia. Program prowadzony był przez tego prezentera, który danego dnia prowadził Wiadomości o 19.30.
W latach 2013–2016 o tej samej porze po Wiadomościach nadawany był program Dziś wieczorem.
12 maja 2019 roku program otrzymał nowe logo i oprawę graficzną.
Pierwszym gościem w historii programu był Jarosław Kaczyński, a ostatnim – Joanna Lichocka.

## Prowadzący
- Edyta Lewandowska (od lutego 2019 do grudnia 2023)
- Marta Kielczyk (od września 2022 do grudnia 2023)
- Anna Bogusiewicz (od września do grudnia 2023)
- Krzysztof Ziemiec (od listopada 2016 do lutego 2019)
- Michał Adamczyk (od listopada 2016 do września 2023)
- Danuta Holecka (od listopada 2016 do grudnia 2023)

## Kontrowersje
Prowadzącym program wielokrotnie zarzucano stronniczość oraz brak neutralności w wywiadach przeprowadzanych z gośćmi z ówcześnie sprawującego władzę obozu Prawa i Sprawiedliwości.
9 lipca 2020 roku, trzy dni przed drugą turą wyborów prezydenckich w Polsce, prowadząca wydanie Danuta Holecka w wywiadzie z urzędującym Prezydentem RP Andrzejem Dudą ubiegającym się o reelekcję, zapytała wprost „Co zrobić, żeby rzeczywiście to pan wygrał?”. Incydent odbił się szerokim echem w mediach, a władzom TVP zarzucano faworyzowanie kandydatury Dudy.